# Società Sportiva Lazio 1993-1994
Questa voce raccoglie le informazioni riguardanti la Società Sportiva Lazio nelle competizioni ufficiali della stagione 1993-1994.

## Stagione
La squadra è affidata per il quarto anno a Dino Zoff che riesce a cogliere nuovamente la qualificazione in Coppa UEFA. Il campionato infatti è concluso in terza posizione. La Coppa UEFA invece si interrompe al secondo turno contro i portoghesi del Boavista mentre la squadra esce dalla Coppa Italia ai sedicesimi di finale. Giuseppe Signori con 23 reti è capocannoniere del campionato.

## Divise e sponsor
Anche per la stagione 1993-1994 la Lazio conferma Umbro come sponsor tecnico e Banca di Roma come sponsor ufficiale.
| Casa | Trasferta |

## Organigramma societario
Area direttiva
- Presidente: Sergio Cragnotti
- General manager: Enrico Bendoni

Area tecnica
- Direttore sportivo: Nello Governato
- Allenatore: Dino Zoff
- Allenatore in seconda: Giancarlo Oddi

## Rosa
| N. |                   | Ruolo | Calciatore         |
| -- | ----------------- | ----- | ------------------ |
|    | Italia (bandiera) | P     | Giorgio Frezzolini |
|    | Italia (bandiera) | P     | Luca Marchegiani   |
|    | Italia (bandiera) | P     | Fernando Orsi      |
|    | Italia (bandiera) | D     | Roberto Bacci      |
|    | Italia (bandiera) | D     | Cristiano Bergodi  |
|    | Italia (bandiera) | D     | Mauro Bonomi       |
|    | Italia (bandiera) | D     | Luigi Corino       |
|    | Italia (bandiera) | D     | Roberto Cravero    |
|    | Italia (bandiera) | D     | Giuseppe Favalli   |
|    | Italia (bandiera) | D     | Luca Luzardi       |
|    | Italia (bandiera) | D     | Paolo Negro        |
|    | Italia (bandiera) | D     | Alessandro Nesta   |
|    | Italia (bandiera) | C     | Domenico Cristiano |
|    | Italia (bandiera) | C     | Luciano De Paola   |

| N. |                        | Ruolo | Calciatore                |
| -- | ---------------------- | ----- | ------------------------- |
|    | Italia (bandiera)      | C     | Roberto Di Matteo         |
|    | Italia (bandiera)      | C     | Fabrizio Di Mauro         |
|    | Germania (bandiera)    | C     | Thomas Doll               |
|    | Italia (bandiera)      | C     | Diego Fuser               |
|    | Inghilterra (bandiera) | C     | Paul Gascoigne            |
|    | Italia (bandiera)      | C     | Dario Marcolin            |
|    | Italia (bandiera)      | C     | Claudio Sclosa (capitano) |
|    | Paesi Bassi (bandiera) | C     | Aron Winter               |
|    | Croazia (bandiera)     | A     | Alen Bokšić               |
|    | Italia (bandiera)      | A     | Pierluigi Casiraghi       |
|    | Italia (bandiera)      | A     | Marco Di Vaio             |
|    | Italia (bandiera)      | A     | Alessandro Iannuzzi       |
|    | Italia (bandiera)      | A     | Giampaolo Saurini         |
|    | Italia (bandiera)      | A     | Giuseppe Signori          |

## Calciomercato

### Sessione estiva
| Acquisti | Acquisti            | Acquisti   | Acquisti   |
| R.       | Nome                | da         | Modalità   |
| -------- | ------------------- | ---------- | ---------- |
| P        | Luca Marchegiani    | Torino     | definitivo |
| D        | Paolo Negro         | Brescia    | definitivo |
| C        | Luciano De Paola    | Brescia    | definitivo |
| C        | Roberto Di Matteo   | Aarau      | definitivo |
| C        | Fabrizio Di Mauro   | Fiorentina | prestito   |
| A        | Pierluigi Casiraghi | Juventus   | definitivo |
| A        | Giampaolo Saurini   | Brescia    | definitivo |

| Cessioni | Cessioni          | Cessioni          | Cessioni   |
| R.       | Nome              | a                 | Modalità   |
| -------- | ----------------- | ----------------- | ---------- |
| P        | Valerio Fiori     | Cagliari          | definitivo |
| P        | Flavio Roma       | Mantova           | prestito   |
| D        | Angelo Gregucci   | Torino            | definitivo |
| C        | Giovanni Stroppa  | Foggia            | definitivo |
| A        | Maurizio Neri     | Brescia           | definitivo |
| A        | Karl-Heinz Riedle | Borussia Dortmund | definitivo |

### Sessione autunnale
| Acquisti | Acquisti    | Acquisti            | Acquisti   |
| R.       | Nome        | da                  | Modalità   |
| -------- | ----------- | ------------------- | ---------- |
| A        | Alen Bokšić | Olympique Marsiglia | definitivo |

| Cessioni | Cessioni           | Cessioni              | Cessioni   |
| R.       | Nome               | a                     | Modalità   |
| -------- | ------------------ | --------------------- | ---------- |
| P        | Giorgio Frezzolini | Cerveteri             | prestito   |
| C        | Luciano De Paola   | Atalanta              | definitivo |
| C        | Thomas Doll        | Eintracht Francoforte | prestito   |
| C        | Dario Marcolin     | Cagliari              | prestito   |
| A        | Giampaolo Saurini  | Atalanta              | definitivo |

## Risultati

### Serie A

#### Girone di andata
| Roma 29 agosto 1993, ore 20:30 1ª giornata | Lazio            | 0 – 0 referto | Foggia | Stadio Olimpico (51 529 spett.)\| Arbitro: \| Bazzoli (Merano) \| |
| Arbitro:                                   | Bazzoli (Merano) |               |        |                                                                   |

| Reggio Emilia 5 settembre 1993, ore 20:30 2ª giornata | Reggiana            | 0 – 0 referto | Lazio | Stadio Mirabello (13 045 spett.)\| Arbitro: \| Ceccarini (Livorno) \| |
| Arbitro:                                              | Ceccarini (Livorno) |               |       |                                                                       |

| Arbitro: | Pairetto (Nichelino) |

|                              |           |          |
| Fuser 28’ Cravero 48’ (rig.) | Marcatori | 40’ Zola |

| Arbitro: | Collina (Viareggio) |

|              |           |  |
| Nicolini 19’ | Marcatori |  |

| Roma 19 settembre 1993, ore 15:00 5ª giornata | Lazio            | 0 – 0 referto | Inter | Stadio Olimpico (57 392 spett.)\| Arbitro: \| Baldas (Trieste) \| |
| Arbitro:                                      | Baldas (Trieste) |               |       |                                                                   |

| Arbitro: | Cardona (Milano) |

|                                                               |           |                    |
| Matteoli 32’ (rig.) Cappioli 43’ Dely Valdés 67’ Oliveira 89’ | Marcatori | 36’ (rig.) Cravero |

| Milano 3 ottobre 1993, ore 15:00 7ª giornata | Milan           | 0 – 0 referto | Lazio | Stadio Giuseppe Meazza (63 279 spett.)\| Arbitro: \| Nicchi (Arezzo) \| |
| Arbitro:                                     | Nicchi (Arezzo) |               |       |                                                                         |

| Arbitro: | Racalbuto (Gallarate) |

|                    |           |  |
| Signori 90’ (rig.) | Marcatori |  |

| Arbitro: | Pairetto (Nichelino) |

|                |           |              |
| Piacentini 60’ | Marcatori | 78’ Di Mauro |

| Arbitro: | Arena (Ercolano) |

|                        |           |            |
| Winter 17’ Signori 40’ | Marcatori | 60’ Branca |

| Arbitro: | Stafoggia (Pesaro) |

|             |           |                                |
| Fonseca 70’ | Marcatori | 68’ Favalli 82’ (rig.) Signori |

| Arbitro: | Collina (Viareggio) |

|           |           |                                 |
| Bokšić 9’ | Marcatori | 67’ (rig.) Silenzi 80’ Gregucci |

| Arbitro: | Trentalange (Torino) |

|                                       |           |  |
| Fuser 3’ Signori 51’, 76’, 76’ (rig.) | Marcatori |  |

| Arbitro: | Amendolia (Messina) |

|               |           |               |
| Orlandini 47’ | Marcatori | 17’ Di Matteo |

| Arbitro: | Ceccarini (Livorno) |

|                                            |           |                  |
| Kohler 49’ (aut.) Bokšić 59’ Gascoigne 90’ | Marcatori | 54’ A. Fortunato |

| Arbitro: | Cesari (Genova) |

|             |           |                          |
| Gazzani 22’ | Marcatori | 31’ Winter 90’ Casiraghi |

| Arbitro: | Nicchi (Arezzo) |

|                    |           |           |
| Signori 37’ (rig.) | Marcatori | 6’ Gullit |

#### Girone di ritorno
| Arbitro: | Trentalange (Torino) |

|                                                |           |            |
| Di Biagio 18’ Cappellini 38’, 90’ Mandelli 84’ | Marcatori | 51’ Bokšić |

| Arbitro: | Brignoccoli (Ancona) |

|                                  |           |  |
| Di Matteo 45’ Cravero 50’ (rig.) | Marcatori |  |

| Arbitro: | Amendolia (Messina) |

|                              |           |  |
| A. Di Chiara 3’ Asprilla 89’ | Marcatori |  |

| Arbitro: | Bettin (Padova) |

|                                            |           |                                  |
| Cravero 16’ Casiraghi 35’ Signori 66’, 75’ | Marcatori | 24’ Cristiani 90’ (aut.) Bergodi |

| Arbitro: | Luci (Firenze) |

|          |           |                                  |
| Sosa 26’ | Marcatori | 87’ (rig.) Signori 90’ Di Matteo |

| Arbitro: | Baldas (Trieste) |

|                                            |           |  |
| Signori 24’ (rig.), 51’, 64’ Gascoigne 88’ | Marcatori |  |

| Arbitro: | Beschin (Legnago) |

|  |           |             |
|  | Marcatori | 45’ Massaro |

| Arbitro: | Arena (Ercolano) |

|             |           |                         |
| Piovani 59’ | Marcatori | 60’ Negro 72’ Di Matteo |

| Arbitro: | Luci (Firenze) |

|            |           |  |
| Signori 6’ | Marcatori |  |

| Arbitro: | Braschi (Prato) |

|                                |           |                        |
| Borgonovo 23’ Pizzi 29’ (rig.) | Marcatori | 24’ Winter 38’ Signori |

| Arbitro: | Cesari (Genova) |

|                                         |           |  |
| Di Mauro 29’ Signori 53’ Bia 54’ (aut.) | Marcatori |  |

| Arbitro: | Bettin (Padova) |

|                 |           |               |
| Francescoli 87’ | Marcatori | 73’ Casiraghi |

| Arbitro: | Braschi (Prato) |

|             |           |             |
| Onorati 59’ | Marcatori | 62’ Signori |

| Arbitro: | Franceschini (Bari) |

|                       |           |               |
| Signori 66’, 76’, 90’ | Marcatori | 50’ Valentini |

| Arbitro: | Racalbuto (Gallarate) |

|                                                               |           |             |
| Vialli 7’, 73’, 83’ Bacci 10’ (aut.) Kohler 14’ R. Baggio 89’ | Marcatori | 57’ Signori |

| Arbitro: | Borriello (Mantova) |

|                                   |           |  |
| Winter 27’ Cravero 45’ Bokšić 77’ | Marcatori |  |

| Arbitro: | Treossi (Forlì) |

|                                               |           |                                                     |
| Corino 23’ (aut.) Lombardo 54’ Bertarelli 68’ | Marcatori | 21’ Casiraghi 59’ (aut.) Dall'Igna 64’, 70’ Signori |

### Coppa Italia

#### Turni preliminari
| Arbitro: | Lana (Torino) |

|  |           |                      |
|  | Marcatori | 25’, 63’ Bertuccelli |

| Avellino 27 ottobre 1993 Secondo turno - Ritorno | Avellino        | 0 – 0 | Lazio | Stadio Partenio (15 383 spett.)\| Arbitro: \| Cesari (Genova) \| |
| Arbitro:                                         | Cesari (Genova) |       |       |                                                                  |

### Coppa UEFA
| Arbitro: | Listkiewicz |

|                           |           |  |
| Casiraghi 23’ Cravero 55’ | Marcatori |  |

| Arbitro: | Blareau |

|  |           |                         |
|  | Marcatori | 22’ Luzardi 65’ Cravero |

| Arbitro: | Frost |

|            |           |  |
| Winter 74’ | Marcatori |  |

| Arbitro: | Toroglu |

|                |           |  |
| Ricky 21’, 54’ | Marcatori |  |

## Statistiche

### Statistiche di squadra
| Competizione | Punti | In casa | In casa | In casa | In casa | In casa | In casa | In trasferta | In trasferta | In trasferta | In trasferta | In trasferta | In trasferta | Totale | Totale | Totale | Totale | Totale | Totale | DR  |
| Competizione | Punti | G       | V       | N       | P       | Gf      | Gs      | G            | V            | N            | P            | Gf           | Gs           | G      | V      | N      | P      | Gf     | Gs     | DR  |
| ------------ | ----- | ------- | ------- | ------- | ------- | ------- | ------- | ------------ | ------------ | ------------ | ------------ | ------------ | ------------ | ------ | ------ | ------ | ------ | ------ | ------ | --- |
| Serie A      | 44    | 17      | 12      | 3       | 2       | 34      | 10      | 17           | 5            | 7            | 5            | 21           | 30           | 34     | 17     | 10     | 7      | 55     | 40     | +15 |
| Coppa Italia | -     | 1       | 0       | 0       | 1       | 0       | 2       | 1            | 0            | 1            | 0            | 0            | 0            | 2      | 0      | 1      | 1      | 0      | 2      | -2  |
| Coppa UEFA   | -     | 2       | 2       | 0       | 0       | 3       | 0       | 2            | 1            | 0            | 1            | 2            | 2            | 4      | 3      | 0      | 1      | 5      | 2      | +3  |
| Totale       | -     | 20      | 14      | 3       | 3       | 37      | 12      | 20           | 6            | 8            | 6            | 23           | 32           | 40     | 20     | 11     | 9      | 60     | 44     | +16 |

### Statistiche dei giocatori
Nel conteggio delle reti realizzate si aggiungano tre autoreti a favore in campionato.
| Giocatore      | Serie A  | Serie A | Coppa Italia | Coppa Italia | Coppa UEFA | Coppa UEFA | Totale   | Totale |
| Giocatore      | Presenze | Reti    | Presenze     | Reti         | Presenze   | Reti       | Presenze | Reti   |
| -------------- | -------- | ------- | ------------ | ------------ | ---------- | ---------- | -------- | ------ |
| R. Bacci       | 29       | 0       | -            | -            | 4          | 0          | 33       | 0      |
| C. Bergodi     | 14       | 0       | 1            | 0            | 3          | 0          | 18       | 0      |
| A. Bokšić      | 21       | 4       | -            | -            | -          | -          | 21       | 4      |
| M. Bonomi      | 22       | 0       | 1            | 0            | 1          | 0          | 24       | 0      |
| P. Casiraghi   | 26       | 4       | 2            | 0            | 3          | 1          | 31       | 5      |
| L. Corino      | 2        | 0       | -            | -            | -          | -          | 2        | 0      |
| R. Cravero     | 29       | 5       | 1            | 0            | 2          | 2          | 32       | 7      |
| D. Cristiano   | 1        | 0       | -            | -            | -          | -          | 1        | 0      |
| L. De Paola    | 6        | 0       | 2            | 0            | 3          | 0          | 11       | 0      |
| R. Di Matteo   | 29       | 4       | 2            | 0            | 4          | 0          | 35       | 4      |
| F. Di Mauro    | 21       | 2       | -            | -            | 4          | 0          | 25       | 2      |
| M. Di Vaio     | -        | -       | 1            | 0            | 1          | 0          | 2        | 0      |
| T. Doll        | 13       | 0       | -            | -            | 1          | 0          | 14       | 0      |
| G. Favalli     | 23       | 1       | -            | -            | 2          | 0          | 25       | 1      |
| G. Frezzolini  | -        | -       | -            | -            | -          | -          | -        | -      |
| D. Fuser       | 28       | 2       | 1            | 0            | 2          | 0          | 31       | 2      |
| P. Gascoigne   | 17       | 2       | -            | -            | -          | -          | 17       | 2      |
| A. Iannuzzi    | -        | -       | 1            | 0            | -          | -          | 1        | 0      |
| L. Luzardi     | 14       | 0       | 2            | 0            | 4          | 1          | 20       | 1      |
| L. Marchegiani | 34       | -40     | 2            | -2           | 4          | -2         | 40       | -44    |
| D. Marcolin    | 4        | 0       | 2            | 0            | 2          | 0          | 8        | 0      |
| P. Negro       | 23       | 1       | 1            | 0            | 2          | 0          | 26       | 1      |
| A. Nesta       | 2        | 0       | -            | -            | -          | -          | 2        | 0      |
| F. Orsi        | -        | -       | -            | -            | -          | -          | -        | -      |
| G. Saurini     | 1        | 0       | 2            | 0            | 1          | 0          | 4        | 0      |
| C. Sclosa      | 7        | 0       | 2            | 0            | -          | -          | 9        | 0      |
| G. Signori     | 24       | 23      | 1            | 0            | 3          | 0          | 28       | 23     |
| A. Winter      | 34       | 4       | 2            | 0            | 4          | 1          | 40       | 5      |